# بياتريس كوستا
بياتريس كوستا (بالبرتغالية: Beatriz Costa‏) هي مؤلفة وكاتِبة وممثلة برتغالية، ولدت في 14 ديسمبر 1907 في البرتغال، وتوفيت في 15 أبريل 1996 بلشبونة في البرتغال.

## وصلات خارجية
- بياتريس كوستا على موقع IMDb (الإنجليزية)
- بياتريس كوستا على موقع ميوزك برينز (الإنجليزية)
- بياتريس كوستا على موقع قاعدة بيانات الفيلم (الإنجليزية)